# Zajazd Niemiecki
Zajazd Niemiecki (malt. Berġa ta’ Alemanja, ang. Auberge d’Allemagne) – był jednym z ośmiu zbudowanych na terenie Valletty, miejsc zamieszkania rycerzy zakonnych kawalerów maltańskich zajazdów z tzw. langues (grup językowych). Został zbudowany dla rycerzy z obszaru Niemiec.

## Historia obiektu
Nowa siedziba rycerzy z obszaru Niemiec została zaprojektowana przez Girolama Cassara, maltańskiego architekta i inżyniera wojskowego, który w okresie lat sześćdziesiątych, siedemdziesiątych i osiemdziesiątych XVI wieku zaprojektował oraz nadzorował budowę kilkudziesięciu najważniejszych budynków w stolicy Malty, m.in. Pałac Wielkiego Mistrza czy konkatedrę świętego Jana oraz np. Verdala Palace w Siġġiewi. Jej budowę zakończono w 1575 roku.
Budynek służył zakonowi do roku 1798 do momentu francuskiej okupacji Malty, kiedy to został przejęty przez wojska Napoleona. Po zajęciu wyspy przez Brytyjczyków obiekt został zajęty Armię Brytyjską.
W czasie pobytu zimą 1838/1839 roku na Malcie wdowa po Wilhelmie IV Adelajda była oburzona tym, że w Vallettcie nie ma odpowiedniego budynku kościoła anglikańskiego. Władze brytyjskie wyznaczyły miejsce, na którym stał budynek Zajazdu Niemieckiego, który został zburzony. Na jego miejscu w latach 1839-1844 zbudowano prokatedrę św. Pawła.
Zajazd Niemiecki był jedynym świadomie zburzonym zajazdem, inne nieistniejące już, jak Zajazd Francuski, czy Zajazd Owernii zostały rozebrane po poważnych zniszczeniach, jakim uległy w czasie działań wojennych w czasie II wojny światowej.